# Coenonympha tiphonides
Coenonympha tiphonides är en fjärilsart som beskrevs av Staudinger-rebel 1901. Coenonympha tiphonides ingår i släktet Coenonympha och familjen praktfjärilar. Inga underarter finns listade i Catalogue of Life.